# Alloplasta depressa
Alloplasta depressa là một loài tò vò trong họ Ichneumonidae.